# M21 (САУ)
M21 (англ. 81mm Mortar Carrier M21) — самоходная артиллерийская установка (САУ) США, класса самоходных миномётов, созданная в период Второй мировой войны. M21 был создан на базе полугусеничного бронетранспортёра M3 в октябре 1942 — июне 1943 года, как более совершенный вариант более раннего самоходного миномёта M4A1. В отличие от последнего, M21 был изначально спроектирован с расчётом на ведение огня из корпуса машины и имел углы обстрела в лобовом секторе, так как опыт эксплуатации M4 показал, что его конструкция с ведением огня по корме являлась неудачной.
Выпуск M21 осуществлялся фирмой White Motor Company с января по март 1944 года. Поскольку потребности Армии США в самоходных миномётах к тому времени были в основном удовлетворены за счёт произведённых M4, выпуск M21 ограничился сравнительно малой серией из 110 единиц. M4 использовались армией США, 54 из них были также переданы силам «Свободной Франции» по программе ленд-лиза. Некоторое количество M21 всё ещё оставалось на вооружении к 1950-м годам и использовалось войсками США в Корейской войне.

## Конструкция

### Вооружение
| Боеприпасы миномёта M1  |                         |                    |                                                                                    |                  |                       |                                                  |                            |
| Тип снаряда             | Марка снаряда           | Масса выстрела, кг | Масса ВВ, г                                                                        | Марка взрывателя | Дульная скорость, м/с | Минимальная и максимальная дальность стрельбы, м | Год принятия на вооружение |
| Осколочная мина         | HE M43A1 Shell          | 3,14               | 558 (тротил)                                                                       | P.D. M52         | 254                   | 91—3008                                          |                            |
| Осколочно-фугасная мина | HE M56 Shell            | 4,84               | 1950 (тротил)                                                                      | P.D. M53         | 153                   | 274—2339                                         |                            |
| Осколочно-фугасная мина | HE M45/M45B1 Shell      | 6,81 / 6,82        | 2032 (тротил)                                                                      | P.D. M45         | 101                   | н/д—902                                          |                            |
| Дымовая                 | Chemical M57 Shell      | 5,19 / 5,42        | 36 (тетрил) + 1855 (белый фосфор) или 2082 (дымовая смесь на основе хлорида цинка) | P.D. M53 или M52 | 144 / 148             | 274—2259                                         |                            |
| Осветительная           | Illuminating M301 Shell | 4,86               |                                                                                    |                  | 181                   | до 2103                                          |                            |

### Сноски
1. ↑  На максимальном заряде
2. 1 2  Головной взрыватель мгновенного действия
3. 1 2  Головной взрыватель с задержкой 0,1 секунды
4. ↑  Головной взрыватель с мгновенным действем или задержкой 0,1 секунды